# Michaił Jelizarow
Michaił Juriewicz Jelizarow, ros. Михаи́л Ю́рьевич Елизаров (ur. 1973 w Iwano-Frankiwsku) – rosyjski pisarz.

## Życiorys
Urodził się w 1973 r. w Iwano-Frankiwsku. Z wykształcenia jest filologiem, ponadto studiował reżyserię w Hamburgu. Zadebiutował w 2001 r. zbiorem nowel Paznokcie, który został uznany za debiut roku i jeden z najlepszych rosyjskich debiutów tamtego okresu oraz rekomendowana do nagrody im. Andrieja Biełego. Jego kolejna powieść Pasternak, jako antyliberalna i popkulturowa, była szeroko dyskutowana między rosyjskimi krytykami i nie spotkała się już z tak jednoznacznie pozytywną oceną. 
Tworzy w języku rosyjskim, od 2007 r. mieszka w Moskwie. W 2008 r. został nominowany do Rosyjskiego Bookera za powieść Bibliotekarz, którą napisał rok wcześniej. W 2023 r. zekranizowano ją jako serial w reżyserii Igora Twerdochlebowa z Nikitą Efremowem w roli głównej. W 2019 r. opublikował liczącą 700 stron Ziemię, która wzbudziła zachwyty krytyków i została uhonorowana nagrodą Narodowego Bestsellera. W 2023 r. opublikował eksperymentalną prozę Muszle. Kości. 
Zajmuje się również muzyką, którą określa jako bardowo-punkową.
Ma dwie córki.